# The Yellow Passport
The Yellow Passport  è un film muto del 1916 diretto da Edwin August. Il nome del regista compare anche tra gli interpreti accanto a quello della protagonista, l'attrice Clara Kimball Young.
La sceneggiatura, firmata sempre da August insieme Frances Marion, è tratta da The Yellow Ticket, un dramma di Michael Morton che aveva debuttato a Broadway il 20 gennaio 1914. Il dramma - interpretato a teatro da Florence Reed e John Barrymore - aveva chiuso con successo in giugno dopo 183 rappresentazioni.
La storia verrà ripresa nel 1918 nel film The Yellow Ticket, diretto da William Parke e poi, nel 1931, con il film Il passaporto giallo, interpretato da Elissa Landi, Lionel Barrymore, Laurence Olivier e diretto da Raoul Walsh,

## Trama
In Russia, Sonia Sokoloff, che appartiene a una facoltosa famiglia israelita, sogna di diventare una grande cantante lirica. Un giorno viene aggredita da Fedia, il cameriere, che in realtà è una spia della polizia segreta. La ragazza riesce a sfuggirgli ma, per non allarmare i genitori, non racconta nulla. Fedia, che è stato licenziato, giura fedeltà alle Centurie Nere, un'organizzazione che complotta per distruggere gli ebrei. Fedia incita Ivan, uno dei capi, a un'azione contro i Sokoloff che vengono tutti massacrati. Gli unici che si salvano sono Sonia e suo zio Myron. Fedia, andato nella casa per rubare, cerca Sonia. Anche Ivan si trova lì e, sentendo le grida di aiuto della ragazza, interviene. Colpito dalla sua bellezza, si mette a lottare con Fedia per strappargli la donna ma resta ucciso. Sonia ne approfitta per fuggire.
Qualche tempo dopo, a Sonia viene ordinato di lasciare la Russia. Restia a lasciare le tombe dei suoi cari e decisa a continuare a studiare musica, la giovane donna si vede costretta, per poter vivere al di fuori del ghetto, a usare il passaporto giallo, un documento che la indica come prostituta. La polizia però non lascia in pace la ragazza. Il capo della polizia sospetta che lei non sia una donna pubblica e scopre che lei ha pagato alcuni poliziotti di quartiere per averne la protezione. Ora Fedia è diventato pure lui un poliziotto e viene mandato a spiarla. Sonia e Myron, per sfuggire alle persecuzioni, si imbarcano su un piroscafo alla volta degli Stati Uniti.
A bordo, si trovano l'impresario Carl Rosenheimer e suo figlio Adolphe. Sentendo che in terza classe viaggia una grande cantante, un usignolo russo, vogliono conoscerla. Nel corso della traversata, Sonia e Adolphe si innamorano. Arrivati a New York, gli emigranti devono passare per Ellis Island. Sonia e lo zio riescono a entrare negli Stati Uniti nascondendo la faccenda del passaporto giallo che, se a conoscenza delle autorità, renderebbe la donna un'indesiderata.
Nel nuovo paese, Sonia corona il sogno di diventare una grande cantante. Ormai famosa, sta per sposare Adolphe. Ma Fedia non molla la presa: inviato dal governo russo, giunge negli Stati Uniti. Rintraccia Rosenheimer e gli racconta la storia del passaporto giallo. Ma Adolphe, pur senza prove, ha fiducia nella donna che ama. Le prove però arrivano: è la corrispondenza intrattenuta da Sonia con il capo della polizia, lettere che, durante la fuga, lei aveva lasciate in Russia. Ora i documenti, portati in America da Akulena e Fiodor espulsi dal loro paese, dimostrano che Sonia non era mai stata una prostituta e che il passaporto giallo era stato solo un escamotage per sfuggire ai controlli cui andavano incontro gli ebrei.

## Produzione
Il film fu prodotto dalla Shubert Film Corporation.

## Distribuzione
Distribuito dalla World Film, il film uscì nelle sale cinematografiche statunitensi il 7 febbraio 1916 con il titolo originale The Yellow Passport. Ne venne fatta una riedizione che uscì in seguito con il titolo The Badge of Shame.
Non si conoscono copie esistenti della pellicola che viene considerata presumibilmente perduta.